# Jeanne de Bretagne
Jeanne de Bretagne (1341 - 8 novembre 1402), également connue sous le nom de Jeanne de Montfort, est la sœur du duc Jean IV de Bretagne.

## Biographie
Elle est la fille de Jean de Montfort et de Jeanne de Flandre.
Elle grandit en Angleterre avec son frère, et est élevée avec les enfants du roi Édouard III. Lorsque son frère retourne en Bretagne pour prendre le duché, elle reste en Angleterre. À l'âge de 39 ans, elle épouse Ralph Basset, 3e baron Basset de Drayton.
En 1398, elle est nommée gouverneure du château de Richmond par le roi Richard II.
Jeanne meurt le 8 novembre 1402. Elle est inhumée en l'abbaye de Lavendon, dans le Buckinghamshire.

## Sources
- BRETAGNE
- Michael Jones, Ducal Bretagne, 1364–1399: relations avec l'Angleterre et la France sous le règne du duc Jean IV, Oxford University Press, 1970